# The Cup of Life
The Cup of Life là một bài hát nổi tiếng của Ricky Martin. Nó đã được chọn là bài hát chính thức của vòng chung kết Giải vô địch bóng đá thế giới 1998 tổ chức tại Pháp.
Ricky Martin sáng tác "La Copa de la Vida" vào khoảng năm 1998 và giới thiệu nó trong album thứ tư của anh, Vuelve - phát hành vào năm này. "La Copa de la Vida" đã giành vị trị số 2 trong bảng xếp hạng Hot Latin Tracks suốt các tháng 6 và 7. Với thành công này, Martin đã dịch tên và lời bài hát sang tiếng Anh, thành "The Cup of Life" và giới thiệu nó trong đĩa đơn thứ hai của anh ở Hoa Kỳ năm 1999 và trong album thứ năm của anh, Ricky Martin.
Bài hát đã giành được giải thưởng về lượng đĩa tiêu thụ và giành thứ hạng cao trong các bảng xếp hạng âm nhạc ở nhiều nước.

## Xếp hạng và chứng nhận

### Vị trí xếp hạng
| Bảng xếp hạng (1998)                 | Vị trí cao nhất |
| ------------------------------------ | --------------- |
| Australian Singles Chart             | 1               |
| Austrian Singles Chart               | 4               |
| Belgian Flanders Singles Chart       | 27              |
| Belgian Wallonia Singles Chart       | 1               |
| Dutch Singles Chart                  | 8               |
| Finnish Singles Chart                | 11              |
| French Singles Chart                 | 1               |
| German Singles Chart                 | 1               |
| Japanese Oricon Singles Chart        | 68              |
| Norwegian Singles Chart              | 2               |
| Spanish Singles Chart                | 1               |
| Swedish Singles Chart                | 1               |
| Swiss Singles Chart                  | 1               |
| UK Singles Chart                     | 29              |
| US Billboard Hot 100                 | 45              |
| US Billboard Adult Pop Songs         | 40              |
| US Billboard Hot Dance Singles Sales | 4               |
| US Billboard Hot Latin Songs         | 2               |
| US Billboard Pop Songs               | 18              |

### Xếp hạng cuối năm
| Bảng xếp hạng (1998)             | Vị trí |
| -------------------------------- | ------ |
| Australian Singles Chart         | 1      |
| Austrian Singles Chart           | 35     |
| Belgian (Wallonia) Singles Chart | 7      |
| Dutch Top 40                     | 73     |
| French Singles Chart             | 8      |
| Swiss Singles Chart              | 9      |

### Chứng nhận
| Quốc gia  | Chứng nhận |
| --------- | ---------- |
| Úc        | Bạch kim   |
| Bỉ        | Bạch kim   |
| Pháp      | Platinum   |
| Đức       | Vàng       |
| Hà Lan    | Vàng       |
| Na Uy     | Vàng       |
| Thụy Điển | Bạch kim   |
| Thụy Sĩ   | Vàng       |